# 北村清士
北村 清士（きたむら せいし、1947年（昭和22年）4月14日- ）は、日本の銀行家。東邦銀行顧問。

## 人物・来歴
福島県喜多方市(旧・塩川町）出身。福島県立会津高等学校、慶應義塾大学商学部を卒業。1970年（昭和45年）東邦銀行に入行。
2007年（平成19年）、同行初の生え抜きとして頭取に昇格した。トップ在任中は東日本大震災と東京電力福島第1原子力発電所事故により、多くの支店が営業できなくなる中で立て直しを指揮し、取引先の経営再建なども進めた。また行員の働き方改革などでも県内企業に先駆けて取り組んだほか、地元3行との間で「3行連携協定」を締結し、事務の合理化も図った。
2020年（令和2年）6月、代表権のない会長に退き、2022年（平成4年）6月顧問。

## 略歴
- 1966年（昭和41年） - 福島県立会津高等学校卒業。
- 1970年（昭和45年） - 慶應義塾大学商学部卒業。東邦銀行入行。
  - 以降、企画部長代理兼企画課長、方木田、須賀川各支店長、資金証券部長、総合企画部長等を歴任する。
- 1999年（平成11年） - 取締役総合企画部長委嘱。
- 2001年（平成13年） - 常務取締役本店営業部長委嘱。
- 2004年（平成16年） - 副頭取就任。
- 2007年（平成19年） - 代表取締役頭取。
- 2020年（令和2年）- 取締役会長。
- 2022年（平成4年）- 顧問。